# Aurélio Moreira
1. WEITERLEITUNG Marco Aurélio Moreira